# Шумское викариатство
Шумское викариатство — викариатство Тернопольской епархии Украинской православной церкви (Московского патриархата).

## История
24 июня 2015 года решением Священного Синода Украинской православной церкви епископом Шумским, викарием Тернопольской епархии избран архимандрит Нафанаил (Крикота).

## Епископы
- 5 августа 2015 — 29 января 2016 — Нафанаил (Крикота)
- 29 января 2016 — 25 сентября 2018 — Серафим (Зализницкий)
- с 25 сентября 2018 — Иов (Смакоуз)